# Nagysebes
Nagysebes (románul Valea Drăganului) falu Romániában, Kolozs megyében.

## Fekvése
Kolozs megye délnyugati részén, Kolozsvártól 65 km-re nyugatra, Nagyváradtól 80 km-re keletre található. A Vigyázó- és a Meszes-hegység között fekszik.
A falu mellett ömlik a Dragán folyó a Sebes-Körösbe.

## Története
A trianoni békeszerződésig Kolozs vármegye Bánffyhunyadi járásához tartozott. A második bécsi döntést követően újra Magyarország része lett, 1944-ig határtelepülés volt, ekkor azonban újra Románia része lett.

## Lakossága
1910-ben 2139 lakosa volt, melyből 2090 román, 49 magyar volt.
2002-ben 1735 lakosából 1707 román, 27 cigány, 1 magyar volt.

## Képek

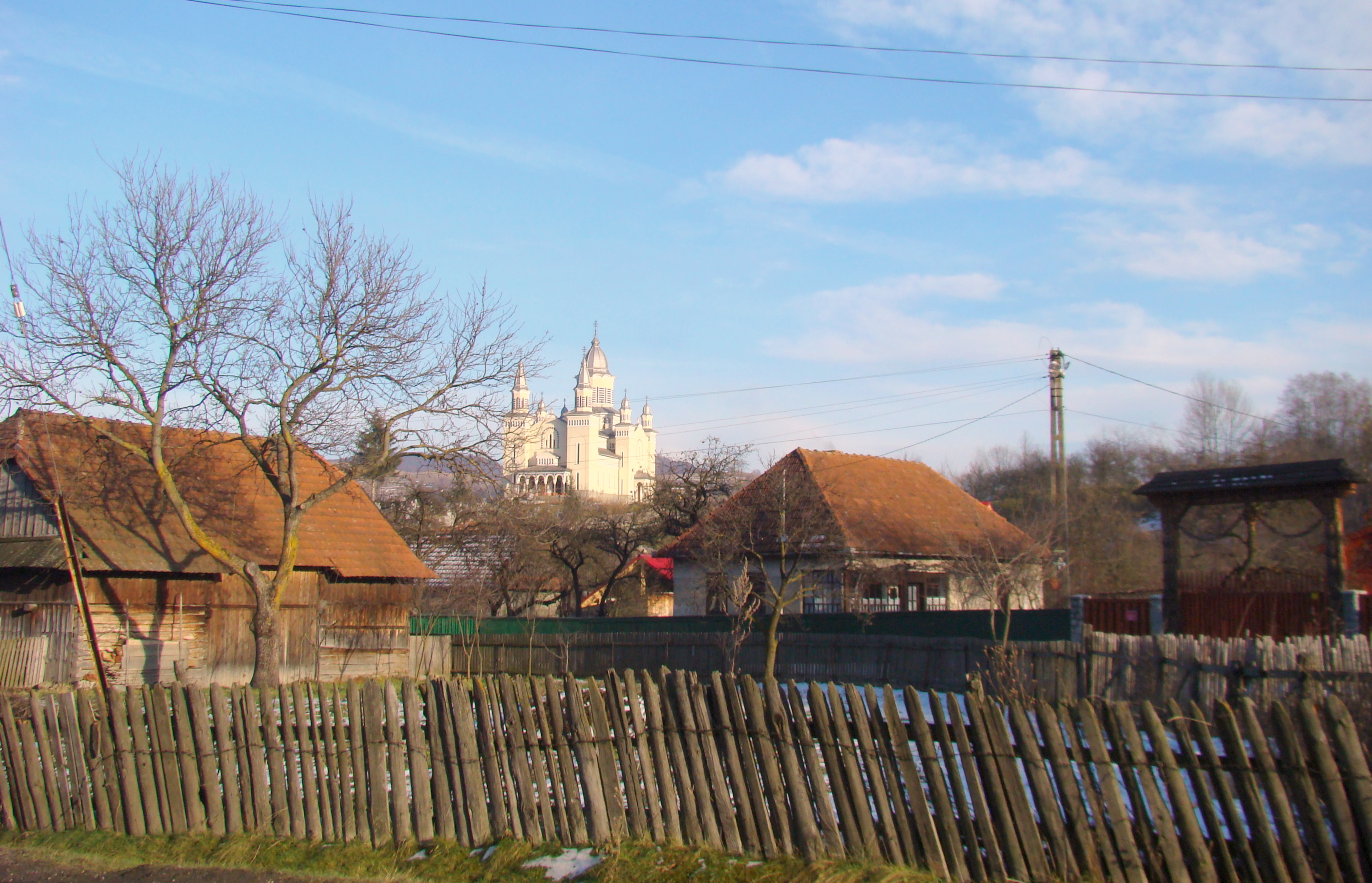
A falu
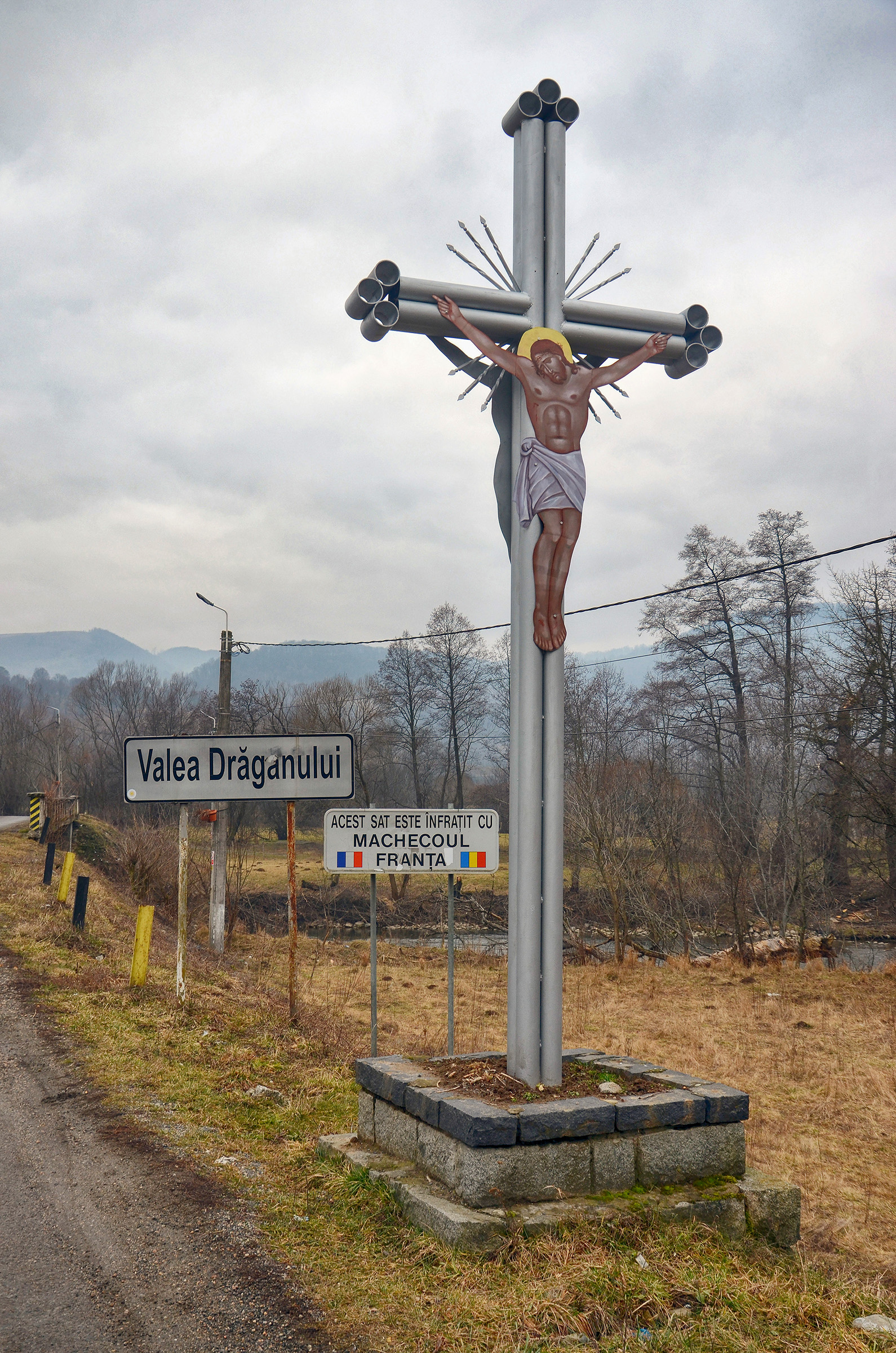
A falu északi határa egy pléhkrisztussal
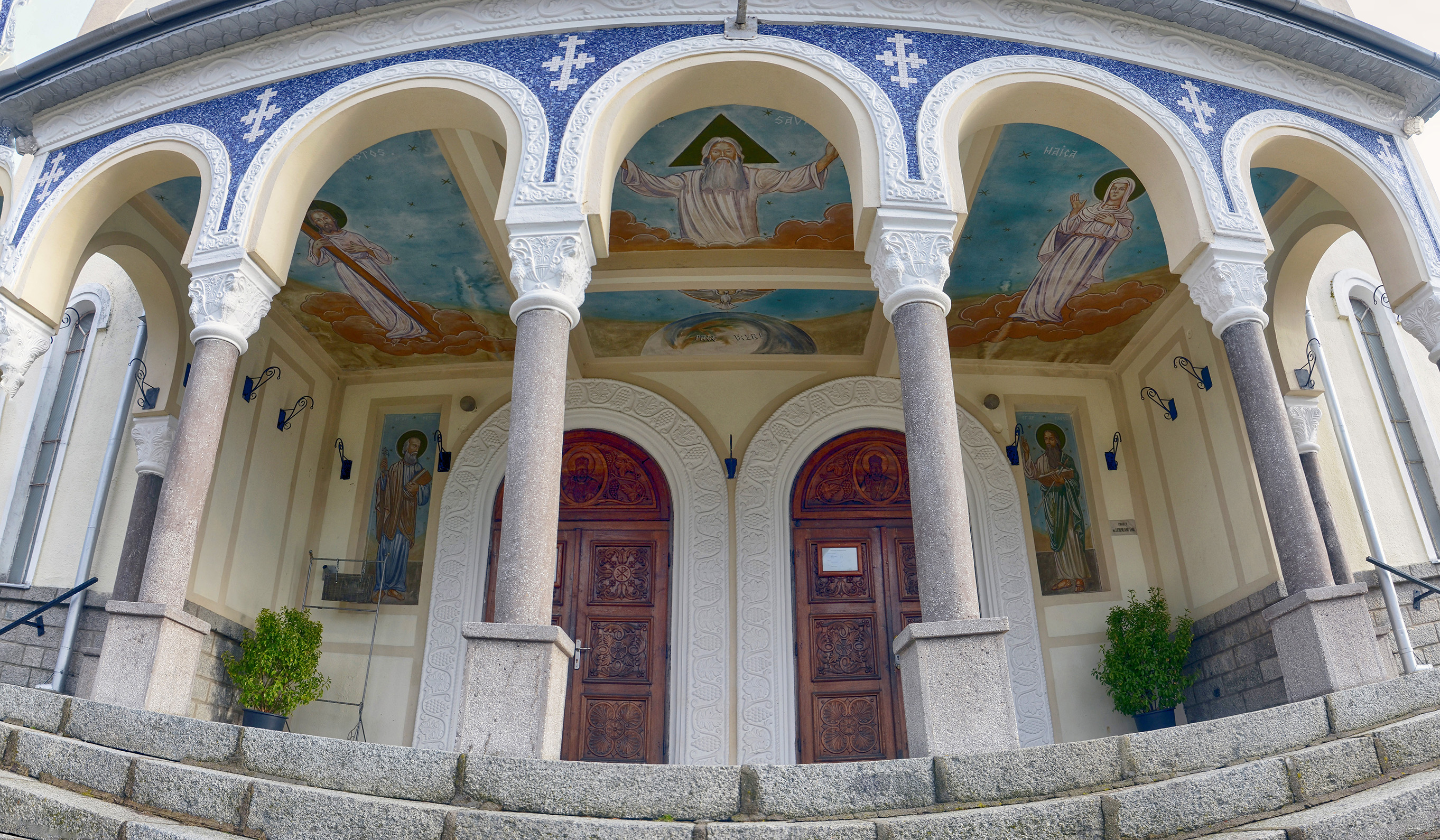
Az ortodox templom portikusza
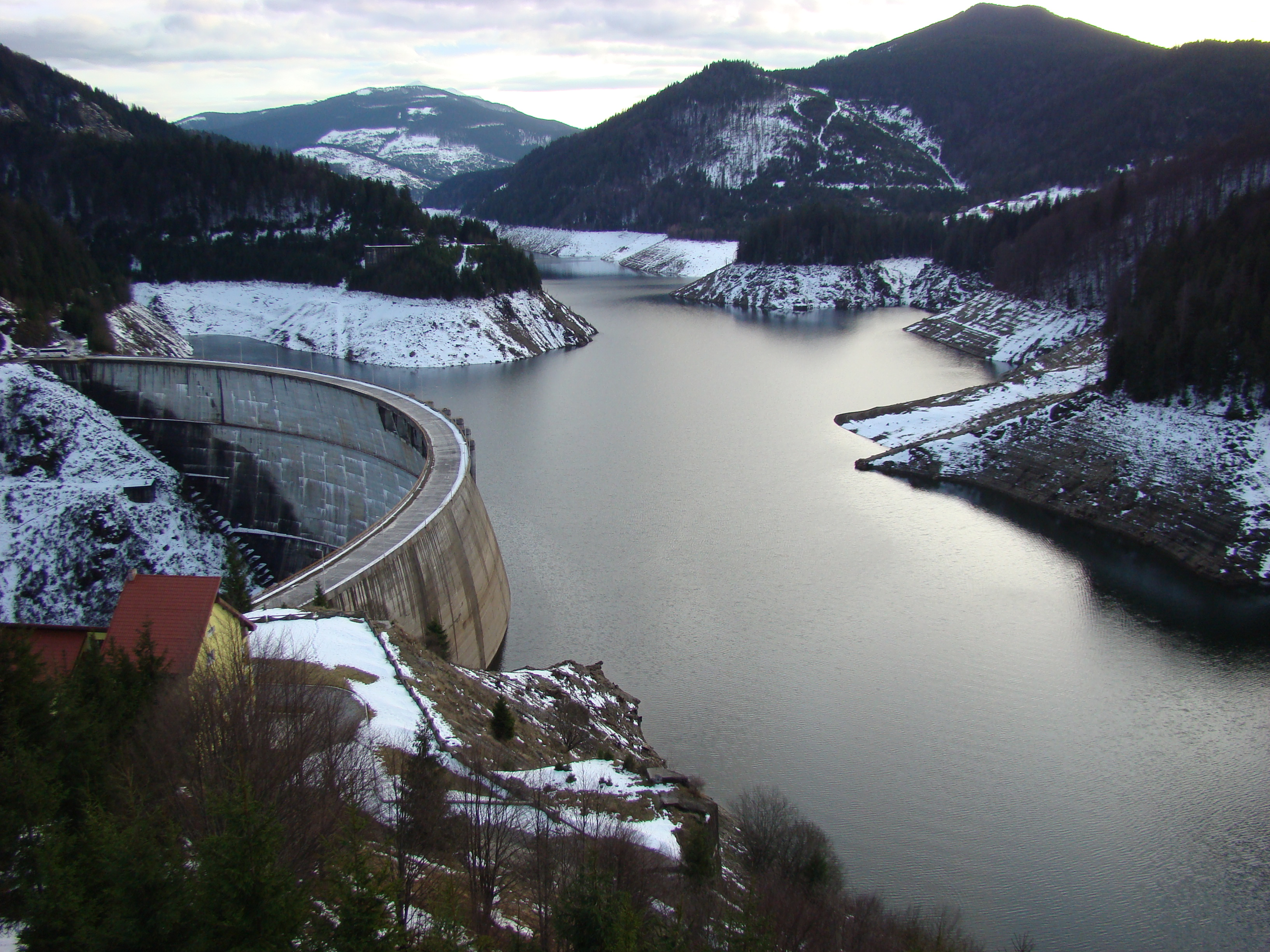
A Dragán folyó gátja és víztározója a falutól 15 kilométerre